# Mops (Automarke)
Mops war eine deutsche Automarke.

## Beschreibung
Hersteller war Schmidt & Bensdorf GmbH aus Mannheim. Es gab eine Verbindung zu den Badenia Automobilwerken aus Ladenburg. Bauzeit war von 1924 bis 1925.
Das einzige Modell war ein Kleinwagen mit drei Rädern. Das einzelne Rad war hinten. Der Einzylinder-Viertaktmotor mit 348 cm³ Hubraum und 13 PS war luftgekühlt. Er trieb über ein Dreiganggetriebe und eine Kette das Hinterrad an. Die Höchstgeschwindigkeit war mit 75 km/h angegeben. Das Fahrgestell hatte 230 cm Radstand und 120 cm Spurweite. Das Fahrzeug war 300 cm lang, 105 cm breit und 120 cm hoch. Allerdings sind die Angaben für Spurweite und Breite widersprüchlich. Das Leergewicht war mit 185 kg angegeben. Die offene Karosserie bot Platz für zwei Personen nebeneinander.